# Mamoru Hosoda
Mamoru Hosoda (細田 守, Hosoda Mamoru) (Kamiichi (Toyama), 19 september 1967) is een Japans filmregisseur, scenarioschrijver en animator. 

## Biografie
Hosoda werd geboren op 19 september 1967 in Kamiichi in de Japanse prefectuur Toyama. Hij maakte zijn eerste animatiefilm in het derde jaar van zijn middelbare school over een draak die aangevallen wordt door jets. Deze film werd ingestuurd naar een wedstrijd van Toei Animation. Van de circa dertig ingestuurde films werd deze uitgekozen als winnaar. Na zijn afstuderen aan het Kanazawa College van Kunsten solliciteerde Hosoda zonder succes bij Studio Ghibli, waarbij hij een persoonlijke brief van Hayao Miyazaki ontving waarin gezegd werd dat zijn talenten verloren zouden gaan als zij hem zouden aannemen. Hosoda vond vervolgens een baan als animator bij Toei Animation. 
Hij werd na een aantal jaren ook ingezet voor storyboarding en het schrijven van scenario's onder verschillende pseudoniemen waaronder Katsuyo Hashimoto en Chiaki Shirai. Hosoda werd gepromoveerd tot regisseursassistent voor de 38e aflevering van de animatiereeks GeGeGe no Kitarō en tot regisseur in 1997 bij de 94e aflevering.

### Eerste korte films
Eind september 1998 werd hij gevraagd voor wat zijn eerste korte film zou worden: Digimon Adventure kwam uit op 6 maart 1999. Zijn tweede korte film werd Digimon: Our War Game! die op 4 maart 2000 uitkwam. Deze korte film trok de aandacht in de media en wordt gezien als een voorloper van Summer Wars gezien het verhaal en de visuele effecten. Door deze film werd Hosoda benaderd door Toshio Suzuki van Studio Ghibli. De studio zocht een beginnend regisseur om Howl's Moving Castle te regisseren. Hosoda kwam er in dienst op 1 augustus 2000, maar vanwege andere creatieve ideeën over de film dan Miyazaki werd hij op 21 april 2002 ontslagen en keerde terug naar Toei Animation.
In november 2002 maakte Hosoda samen met artiest Takashi Murakami een reclamefilmpje voor het luxemerk Louis Vutton, gevolgd door een reclamefilmpje voor een groot bouwproject in Tokio, Roppongi Hills. In 2005 was Hosoda regisseur voor de film One Piece: Baron Omatsuri and the Secret Island, de zesde film van de populaire One Piece-franchise.
In deze periode leerde Hosoda Masao Maruyama kennen, de medeoprichter van Madhouse, waaraan hij zijn ideeën voor de film The Girl Who Leapt Through Time voorlegde. Maruyama was enthousiast en Hosoda maakte de overstap van Toei Animation naar Madhouse. Hosoda werkte eerst samen met de producer Yuichiro Saito aan de openingsscène van de serie Samurai Champloo en aan de storyboarding van de eerste aflevering; dit alles onder het pseudoniem Katsuyo Hashimoto.

### Films bij Madhouse
Samen met Saito als producer regisseerde Hosoda de film The Girl Who Leapt Through Time, die in 2006 werd uitgebracht. Ondanks het feit dat de film maar in zes bioscopen in heel Japan werd uitgebracht, bleken de reviews zo positief dat de films nog steeds draaide na meer dan 40 weken, waarop de distributeur Kadokawa Herald Pictures de film naar meer dan 100 bioscopen bracht en de film instuurde naar verschillende internationale filmfestivals. De film won de Japan Academy Prize voor beste animatie in 2007 en het Mainichi Film Concours, en werd onder meer Film van het Jaar bij de Tokyo Anime Awards. In het buitenland scoorde  de film als Beste Animatiefilm bij het Filmfestival van Sitges en kreeg een speciale onderscheiding bij het Annecy Animation Festival in 2007.
De eerste film van Hosoda gebaseerd op een eigen verhaal was Summer Wars. Toen deze film uitkwam in 2009 won deze wederom de Japan Academy Prize voor beste animatie (2010) en kreeg de prijs voor beste animatiefilm van het jaar bij de Tokyo Anime Awards. Ook buiten Japan was de film een groot succes, al werden er geen prijzen gewonnen.

### Studio Chizu
In 2011 verlieten Hosoda en Saito Madhouse en richtten Studio Chizu op. Dit was op advies van Masao Maruyama, medeoprichter van Madhouse. Studio Chizu had enkel tot doel om de film Wolf Children te maken, die in 2012 uitkwam. Deze film won Hosoda voor de derde keer de Japan Academy Prize voor beste animatie (2013). Daarnaast werd wederom de prijs voor beste animatiefilm van het jaar bij de Tokyo Anime Awards gewonnen. Dankzij het succes besloten Hosoda en Saito meer films te gaan maken met Studio Chizu. In 2015 bracht de studio de film The Boy and the Beast uit, die wederom de Japan Academy Prize voor beste animatie (2016) won.
In 2018 volgde Mirai die Hosoda de vijfde Japan Academy Prize voor beste animatie (2019) opleverde. Het was ook deze film die de eerste Japanse film was die niet geproduceerd was door Studio Ghibli die genomineerd werd voor de Oscar voor beste animatiefilm en de eerste Japanse film genomineerd voor een Golden Globe voor een animatiefilm. Mirai won de Annie Award voor Best Independent Animated Feature (2018).
In 2021 bracht Hosoda de film Belle uit, gebaseerd op het verhaal van The beauty and the beast. Ondanks beperkingen vanwege Covid-19 leverde de film in de eerste zes dagen van zijn release 12 miljoen dollar op, een record voor een film van Hosoda.

## Films
- 2005: One Piece: Baron Omatsuri and the Secret Island, Toei Animation
- 2006: The Girl Who Leapt Through Time, Madhouse
- 2009: Summer Wars, Madhouse
- 2012: Wolf Children, Studio Chizu
- 2015: The Boy and the Beast, Studio Chizu
- 2018: Mirai, Studio Chizu
- 2021: Belle, Studio Chizu

- Bibsys: 10062959
- Biblioteca Nacional de España: XX5044769
- Bibliothèque nationale de France: cb157857403 (data)
- Catàleg d'autoritats de noms i títols de Catalunya: 981058511113306706
- CiNii: DA15671881
- Gemeinsame Normdatei: 1011860228
- International Standard Name Identifier: 0000 0001 1943 400X
- Library of Congress Control Number: no2011049634
- MusicBrainz: 2898ff81-f940-492f-bd31-42452e5e1bf4
- Bibliotheek van het Japanse parlement: 01073911
- Nationale bibliotheek van Australië: 57394836
- Nationale Bibliotheek van Israël: 987011910429705171
- Nederlandse Thesaurus van Auteursnamen: 235176907
- Réseau des bibliothèques de Suisse occidentale: 02-A013680077
- Système universitaire de documentation: 12262632X
- Trove: 1683757
- Virtual International Authority File: 32328445
- WorldCat: E39PBJqqx9jdgcQy3Cmpdjb8G3